# Cantique de Jean Racine
Cantique de Jean Racine, opus 11 is een werk voor koor en orgel (of piano), geschreven door Gabriel Fauré in 1865. 

## Achtergrond
Cantique de Jean Racine (Op. 11) is een compositie voor gemengd koor en piano of orgel door Gabriel Fauré. Geschreven in de toonsoort Des-majeur door de toen negentienjarige componist in 1864-'65. Met het stuk won Fauré de eerste prijs, toen hij afstudeerde aan de 'École Niedermeyer' te Parijs. Het werd voor het eerst uitgevoerd in het daarop volgende jaar op 4 augustus 1866, begeleid door strijkers en orgel. Het werd voor het eerst gepubliceerd rond 1875 of 1876 (Schoen, Parijs, als onderdeel van de serie 'Echo des Maîtrises') en verscheen later in een versie voor orkest, (mogelijk van Fauré zelf) in 1906. De begeleiding is vaker bewerkt, onder meer voor strijkers en harp door John Rutter.
De tekst, "Verbe égal au Très-Haut", is een parafrase van Jean Racine (Hymnes traduites du Bréviaire romain, 1688) van de pseudo-ambrosiaanse hymne voor dinsdag in de metten, Consors paterni luminis.

## Over de muziek
Het werk is origineel voor vierstemmig gemengd koor (SATB), maar ook bewerkingen voor bijvoorbeeld mannenkoor bestaan. De tempo-aanduiding is andante. 
De melodie opent in de begeleiding met: 

Dit thema wordt omspeeld door een begeleiding in triolen die het gehele werk doorgaat. De melodie wordt met kleine ritmische variaties in de inzet van de mannenstemmen overgenomen: 
Daarna zetten een voor een de andere stemmen van laag naar hoog in. Deze eerste sectie is quasi-polyfoon geschreven, de stemmen zetten na elkaar in, maar ondersteunen wat volgt, direct in homofone stijl. Er volgt een tussenspel met de hoofdmelodie op een lagere toonhoogte, terwijl de begeleiding juist hoger is dan eerder. In het midden (Répands sur nous) wordt de zetting homofoon, er wordt nu in akkoorden gezongen, met later (Dissipe le sommeil en qui la conduit) polyfone trekken. Na deze opvallende stretto-passage keren direct, nu zonder tussenspel, in de derde strofe (O Christ,..) melodie en structuur van het begin terug. De slotzin (et de tes dons) wordt tweemaal gezongen en klinkt ter afronding een derde maal als een coda in een steeds langzamer wordend ritme. Daaromheen brengen de verkorte tussenspelen nog eens het beginthema in herinnering.

## Tekst
Frans origineel:
Verbe, égal au Très-Haut, notre unique espérance,
Jour éternel de la terre et des cieux,
de la paisible nuit nous rompons le silence:
Divin Sauveur, jette sur nous les yeux.
Répands sur nous le feu de ta grâce puissante,
que tout l'enfer fuie au son de ta voix;
Dissipe le sommeil d'une âme languissante
qui la conduit à l'oubli de tes lois.
O Christ, sois favorable à ce peuple fidèle,
pour te bénir maintenant rassemblé;
Reçois les chants qu'il offre à ta gloire immortelle,
et de tes dons qu'il retourne comblé.
Nederlandse vertaling:
Woord, gelijk aan de Allerhoogste, onze enige hoop,
eeuwig licht van hemel en aarde,
wij verbreken de stilte van de vredige nacht:
Goddelijke Redder, richt uw oog op ons.
Spreid het vuur van Uw machtige genade over ons uit,
zodat de ganse hel vlucht op het horen van Uw stem;
Verstoor de slaap van aftakelende zielen,
die hen ertoe leidt Uw wetten te vergeten.
O Christus, ontferm U over dit vrome volk,
nu bijeengekomen om U te loven,
Ontvang de liederen die het zingt tot Uw eeuwige glorie,
moge het heengaan vervuld van Uw gaven.
Latijnse versie (waarvan het afgeleid is).
Consors paterni luminis,
lux ipse lucis et dies,
noctem canendo rumpimus:
assiste postulantibus.
Aufer tenebras mentium,
fuga catervas dæmonum,
expelle somnolentiam
ne pigritantes obruat.
Sic, Christe, nobis omnibus
indulgeas credentibus,
ut prosit exorantibus
quod præcinentes psallimus.
Sit, Christe, Rex piissime,
tibi Patrique gloria
cum Spiritu Paraclito
in sempiterna sæcula. 
Amen.
Laatste vers in sommige versies als:
Praesta, Pater piissime,
Patrique compar Unice,
cum Spiritu Paraclito
regnans per omne saeculum.
Amen.